# Platphalonidia
Platphalonidia là một chi bướm đêm thuộc phân họ Tortricinae của họ Tortricidae.

## Các loài
- Platphalonidia albertae Razowski, 1997
- Platphalonidia assector (Razowski, 1967)
- Platphalonidia californica Razowski, 1986
- Platphalonidia campicolana (Walsingham, 1879)
- Platphalonidia dangi Razowski, 1997
- Platphalonidia decrepita Razowski & Becker, 2002
- Platphalonidia dubia (Razowski & Becker, 1983)
- Platphalonidia felix (Walsingham, 1895)
- Platphalonidia fusifera (Meyrick, 1912)
- Platphalonidia galbanea (Meyrick, 1917)
- Platphalonidia haplidia (Razowski, 1986)
- Platphalonidia imitabilis Razowski, 1997
- Platphalonidia laetitia (Clarke, 1968)
- Platphalonidia lavana (Busck, 1907)
- Platphalonidia luxata Razowski & Becker, 1986
- Platphalonidia mendora (Clarke, 1968)
- Platphalonidia mystica (Razowski & Becker, 1983)
- Platphalonidia ochraceana (Razowski, 1967)
- Platphalonidia paranae (Razowski & Becker, 1983)
- Platphalonidia plicana (Walsingham, 1884)
- Platphalonidia sublimis (Meyrick, 1917)
- Platphalonidia subolivacea (Walsingham, 1897)
- Platphalonidia tehuacana Razowski, 1986